# Confignon
Confignon je obec na jihozápadě Švýcarska, v kantonu Ženeva. Žije zde přibližně 4 600 obyvatel.

## Geografie
Confignon se nachází jižně od řeky Rhôny a severně od řeky Aire, asi 5 km jihozápadně od centra Ženevy. Sousedními obcemi jsou Bernex, Onex, Plan-les-Ouates a Perly-Certoux.

## Historie
Nedaleko Les Boules bylo objeveno pohřebiště z římské doby a prvních století po Kristu. První zmínka o sídle Cofiniacum pochází z roku 1153.
Páni z Confignon, kteří byli původně vazaly ženevských hrabat, později savojských hrabat a vévodů, vlastnili na místním léně opevněný hrad. Ten byl sice v roce 1590 zničen ženevskými vojsky, ale ještě v roce 1732 byl zapsán v pozemkové knize. V roce 1536 obsadil Bern, spojenec Ženevy, část ženevského hrabství; až do roku 1567 patřil Confignon k bernskému panství Ternier a poté s ním přešel zpět pod savojský rod. V roce 1598 bylo panství Confignon povýšeno na baronství. Po připojení Savojska k Francii v roce 1793 tvořily Bernex, Onex a Confignon jeden politický celek. Na základě Turínské smlouvy byl Confignon v roce 1816 připojen ke kantonu Ženeva (jako tzv. Communes réunies, „sloučené obce“). V roce 1850, resp. 1851 se obec oddělila od Bernex a Onex a stala se samostatnou obcí.
Kostel svatého Pierra a Pavla, doložený od roku 1153, patřil ženevskému benediktinskému klášteru Saint-Jean. Farnost patřila do děkanátu Vuillonnex. V době bernské nadvlády přešla na reformaci. Katolická bohoslužba byla znovu zavedena v roce 1589. Benoît Quimier de Pontverre, který je známý především tím, že ukrýval mladého Jeana-Jacquese Rousseaua, působil od roku 1691 jako farář v Confignon a údajně obrátil mnoho Ženevanů na katolickou víru. Ten také nechal v roce 1714 vyzdobit kapli postavenou pány z Confignon v roce 1332. Pro obec bylo charakteristické vinařství, a to až do 60. let 20. století, kdy byla původně zemědělská půda přeměněna na stavební zóny (pro nízkou zástavbu). Confignon se stal ženevskou aglomerační obcí. V roce 2000 pracovalo více než 80 % práceschopného obyvatelstva mimo obec; terciérní sektor tvořil asi tři čtvrtiny pracovních míst.

## Obyvatelstvo
| Rok            | 1850 | 1900 | 1950 | 1970 | 2000 | 2007 | 2010 | 2012 | 2014 | 2016 | 2017 |
| Počet obyvatel | 334  | 283  | 541  | 1653 | 3033 | 4016 | 4189 | 4307 | 4457 | 4587 | 4610 |

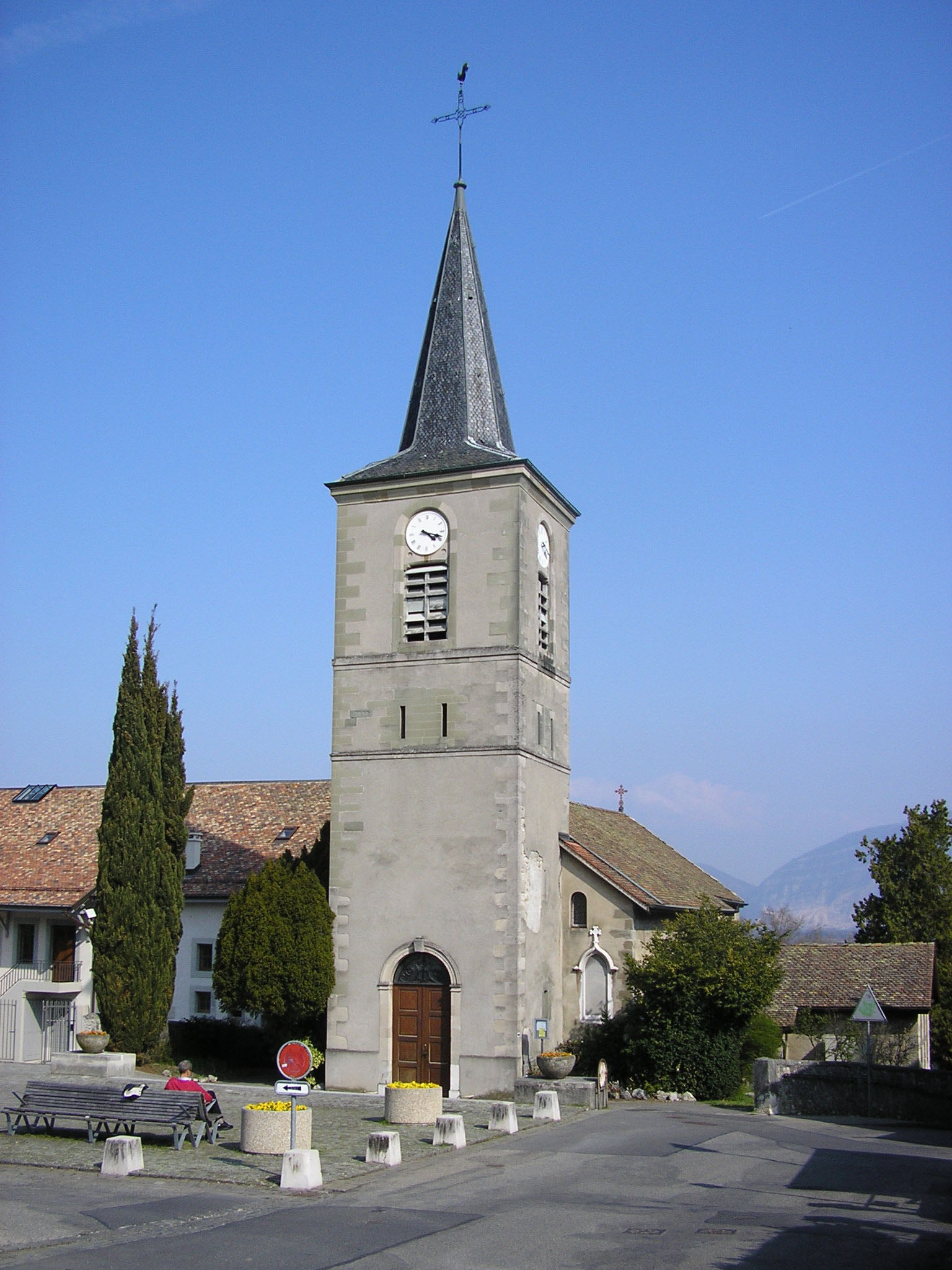
Kostel

Většina obyvatel (k roku 2000) hovoří francouzsky (2650, tj. 87,4 %), druhá nejčastější je němčina (137, tj. 4,5 %) a třetí angličtina (79, tj. 2,6 %).

## Doprava
Confignon je napojen na síť ženevské veřejné dopravy tramvajovou linkou a několika autobusovými linkami, které provozuje ženevský dopravní podnik Transports publics genevois (TPG). Železnice územím města neprochází, nejbližší železniční stanice se nachází v Ženevě a Lancy. Obec se nachází v blízkosti nájezdu na dálnici A1 ze Ženevy směrem k francouzské hranici.